# Chemtrails Over the Country Club
Chemtrails Over the Country Club (с англ. — «Химиотрассы над загородным клубом») — седьмой студийный альбом американской певицы Ланы Дель Рей, изданный 19 марта 2021 года на лейблах Interscope и Polydor. Главным продюсером выступил Джек Антонофф, ранее работавший с Дель Рей над Norman Fucking Rockwell!. На диск попала песня «Yosemite», записанная несколькими годами ранее с Риком Ноуэлсом, в прошлом частым сопродюсером Дель Рей. Кроме того, это первый релиз певицы после Lust for Life (2017) с приглашёнными артистами: Никки Лейн, Зеллой Дэй и Уайз Блад.
Chemtrails выдержан в жанрах американа, фолк и кантри. Песни альбома исследуют различные аспекты популярности и вопрос аутентичности и посвящены побегу от славы и месту музыканта в индустрии. Творчество певицы Джони Митчелл наиболее повлияло на стиль диска. Пластинка получила широкое признание музыкальных критиков, вновь хваливших писательские способности Дель Рей, сильные и запоминающиеся мелодии, продакшн Антоноффа и отсутствие слабых треков. Они также отмечали схожесть звучания с Norman Fucking Rockwell!. Тем не менее, релиз Chemtrails сопровождался полемикой вокруг оформления альбома и нескольких высказываний певицы, связанных с музыкой и политикой.
В поддержку альбома были выпущены четыре сингла: «Let Me Love You Like A Woman», «Chemtrails Over the Country Club», «White Dress» и «Tulsa Jesus Freak». Хотя песни не достигли особого успеха в чартах, они были положительно восприняты критиками. Релиз каждой из них сопровождался музыкальным видео. Альбом был успешен в коммерческом плане; он принёс Дель Рей пятый #1 в британском UK Albums Chart и вторую позицию в чартах Австралии, Бельгии, Ирландии, Нидерландов и Новой Зеландии.

## Предыстория и запись
Шестой альбом Norman Fucking Rockwell! (сокращённо — NFR!) спродюсирован Джеком Антоноффом и выпущен 30 августа 2019 года. Пластинка получила восторженные отзывы критиков. Диск возглавил итоговые годовые списки Pitchfork, The Guardian, The Washington Post, дошёл до третьего места в Billboard 200 и возглавил UK Albums Chart. Мировые продажи составили более миллиона копий. Альбом номинировался на «Грэмми» в главных категориях — Альбом года и Песня года (за одноимённый трек).
В интервью The Times певица разгласила раннее название следующей пластинки — White Hot Forever (с англ. — «Раскалённая навсегда»). Отметив, что процесс ей нравится, она пообещала выпустить диск в течение 12—13 месяцев, то есть в августе или сентябре 2020 года. Тем не менее, запись растянулась; она хотела написать «такой же хороший [материал], как и предыдущий». В августе и сентябре Антонофф делился фотографиями из студии. В октябре они закончили три песни, включая «Let Me Love You Like A Woman», о которой Лана отозвалась так: «В ней что-то есть. Думаю, она станет чем-то важным для людей, но пока не знаю чем именно. Она волшебная».
В связи с введением карантинных мероприятий по пандемии COVID-19 на территории США в марте 2020 года, Дель Рей и Антонофф перешли на дистанционные сессии в FaceTime и редко записывались очно. Chemtrails дался Лане сложнее прошлых альбомов отчасти потому, что карантин «отрезал [её] от Джека, по которому она скучала». 7 августа Дель Рей поделилась отрывком трека «Tulsa Jesus Freak» в Instagram, но позднее скрыла публикацию.
В сентябре был опубликован 532 номер журнала Interview. В интервью Лана поделилась переживаниями: «Мы [с Джеком] сразу знали, как будет звучать Norman. Но с Chemtrails возникла мысль: «Это что, новый фолк? Боже, это какое-то кантри». <…> Не будь я настолько отвлечена личной жизнью и своими стихами, я бы «разбила» альбом более изящно и аккуратно. <…> Диск вышел очень хорошим, но идеальным ли? Я не знаю, и меня это беспокоит. Думаю, мне стоит добавить в него трек «Dealer», где я просто кричу во всё горло. Люди не знают, как звучит мой крик, а я часто кричу». «Dealer» была написана с Заком Дауэсом, соавтором «California» с NFR!. Но в окончательный трек-лист «Dealer» не попала. Альбом записывался «практически вживую» на студиях Conway Recording Studios, Лос-Анджелес, и Electric Lady, Нью-Йорк.

### Название
В мае 2020 года Дель Рей огласила название лонгплея — Chemtrails Over the Country Club (с англ. — «Химиотрассы над загородным клубом»). Название отсылает к американской конспирологической теории, согласно которой химиотрассы — результат распыления различных небезопасных для здоровья людей химикатов над городами; эти действия приписывают так называемому мировому правительству, якобы контролирующему численность населения планеты. Загородный клуб — метафора богатого общества, жившего после окончания Второй мировой войны во времена зарождения идеи американской мечты, с её «расшитыми блёстками платьями и белыми заборами». Старое общество постепенно увядает, уходит вглубь страны, и скрывается в роскошных «загородных клубах», а химиотрассы отражают страх возникновения угрозы этому классу, как и набравшая популярность во время президентства Дональда Трампа теория QAnon. В The Line of Best Fit заглавие признали гениальным, а в Pitchfork окрестили «актом поэзии».

## Музыкальный стиль и композиции
Chemtrails Over the Country Club является своеобразным продолжением Norman Fucking Rockwell!. Хотя пластинка выдержана в стиле предшественника, на ней преобладают американа, фолк и кантри. Аранжировки всё так же «легки и умеренны в темпе». С точки зрения вокала, Дель Рей расширила привычный диапазон и берёт высокие ноты начиная с «White Dress», припев которой исполняется в фальцете; в некоторых песнях используется многослойная запись голоса и автотюн. Тексты более автобиографичны, чем на предыдущих работах Ланы, и исследуют вопрос аутентичности и различные аспекты популярности. Если NFR! охватывал глобальные темы, заглядывал в будущее Америки и «пестрил» иронией, то Chemtrails сосредоточен на внутренних конфликтах и размышлениях Ланы. «Ни одна муза не говорит с Ланой чаще, чем земля обетованная [в данном случае — США], города которой — метафоры, мертвецы — её боги, а Дель Рей — её Орфей», — подчёркивали в Pitchfork. Поскольку даже в клятве верности флагу США есть «одна нация под Богом», то для Дель Рей, патриота Америки времён Барака Обамы, невозможно избежать темы обращения к божественным силам. Треки находятся в непрерывном диалоге друг с другом: драгоценности обсуждаются в заглавном треке и в «For Free», ранчо в Колдуотер Каньоне упоминается на «Tulsa Jesus Freak» и «Dance Till We Die». В прошлых работах певица обращалась к Лос-Анджелесу и его окрестностям, но на Chemtrails она сосредотачивается на глубинке: Талса, Орландо, штаты Арканзас, Небраска, Оклахома, Флорида и Техас. Теперь она предпочитает стриженным газонам голливудских холмов девственную природу Йосемите и Лорел Каньона.

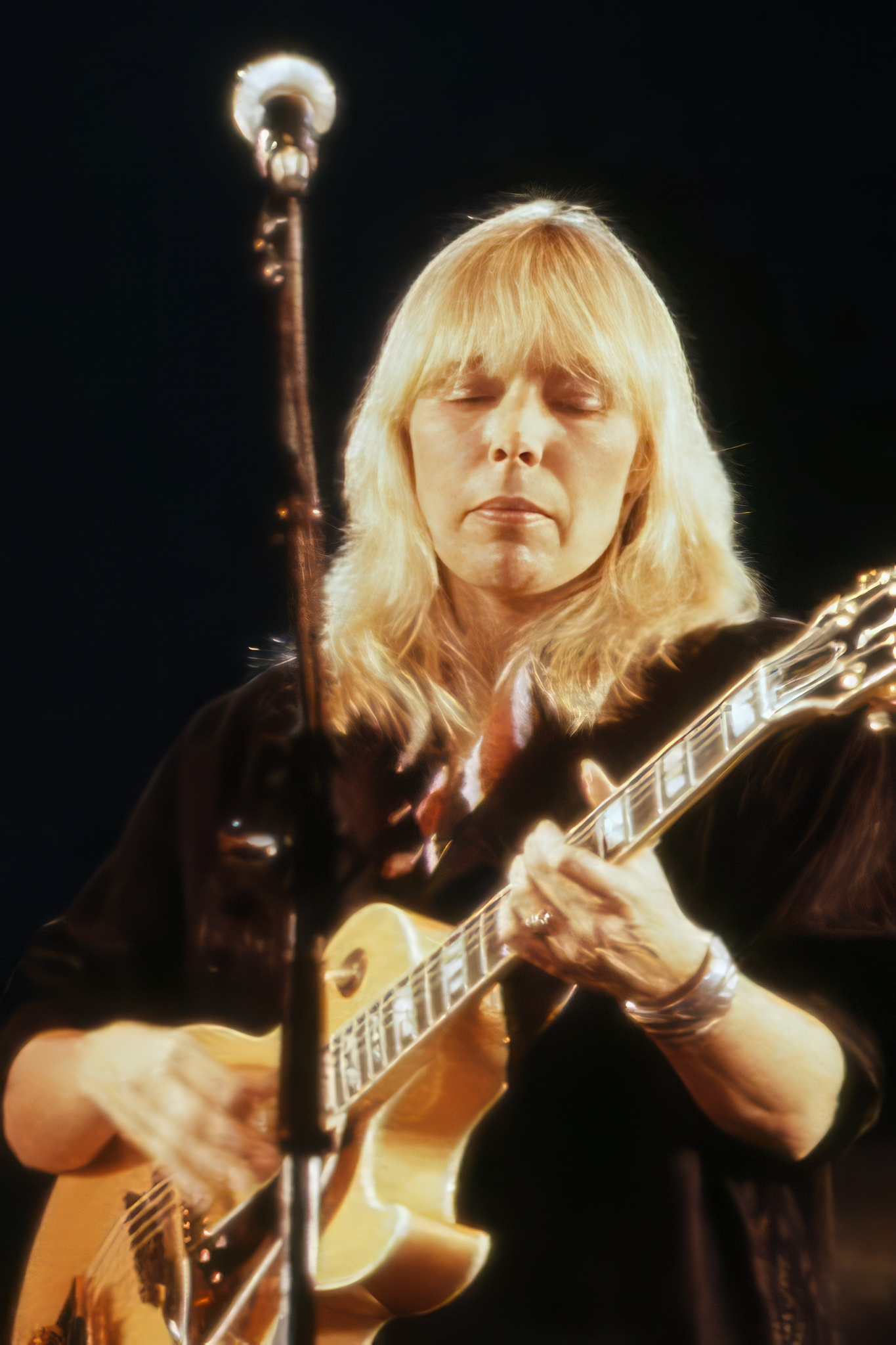
Дель Рей записала кавер песни «For Free» Джони Митчелл, одной из главных представительниц сцены Лорел Каньона

Открывающую альбом «White Dress» записали одной из первых. Начинающаяся с лёгких аккордов пианино и протяжного голоса, песня постепенно наполняется новыми, едва слышимыми инструментами, — контрабасом и джазовыми ударными в стиле Astral Weeks (1968) Ван Моррисона, — увеличивающими чувство напряжённости и тревоги. Лана поёт о жестокости музыкальной индустрии и тёмной стороне своего пути к славе, «ловко прикрываясь воспоминаниями о простых днях» 19-летней официантки, слушающей The White Stripes и Kings of Leon. Она назвала песню одной из ключевых на альбоме: «При всей непохожести [«White Dress»] на другие, дослушав её до конца, вы понимаете о чём она — мне нравится это». На балладной заглавной песне пластинки отразилось увлечение певицы созвездиями и натальной астрологией. Кроме того, текст отмечали за его метафоричность: проводя дни у бассейна в роскошных загородных клубах, Дель Рей и её окружение, которому посвящён альбом, не забывают «поглядывать на заполняющееся ядовитыми химикатами кристально чистое небо. Отличный оборот для карьеры, построенной по правилу „если отхватил кусок торта, то доешь его до конца, даже если он застрянет у тебя в горле“». «Tulsa Jesus Freak», со слов Риана Дэйли из NME, «может шокировать» обработкой голоса и хип-хоп элементами в стиле Born to Die (2012). В тексте мелькает излюбленная певицей строчка «Я больше не свечка на ветру» из «Mariners Apartment Complex». На «Let Me Love You Like A Woman» Лана заявляет о готовности покинуть Калифорнию вместе с возлюбленным, но затем признаёт стремление к более простой жизни нереалистичным.
В «Wild at Heart», название которой отсылает к фильму «Дикие сердцем» Дэвида Линча, Дель Рей ломает четвёртую стену и вступает в диалог со слушателями, размышляя о переменном желании уйти со сцены. Не только поклонники певицы, но и критики расслышали в песне отголоски «How To Disappear» и «Love Song» с NFR!. «Dark But Just a Game» родилась после посещения 9 февраля 2020 года вечеринки Мадонны и её менеджера Гая Озери в честь вручения премии «Оскар». «Там произошла ситуация из разряда «не встречай своих кумиров». Это интересно, когда лучшие музыканты оказываются в таком ужасном состоянии», — вспоминала певица. Лана заявляет о ненужности всего, «что [ей] принадлежит, / Тем более слава». Отмечалось, что близкий к поп-музыке продакшн песни построен на контрасте мрачного трип-хопа с драм-машиной и басом в куплетах и фолком в припевах. Далее следует «Not All Who Wander Are Lost», романтизирующая «странствия по миру». Мужской голос после первого припева и в конце трека принадлежит Антоноффу. Сочетающая акустическую гитару и бонго «Yosemite» была написана после 2015 года для Lust for Life. Из-за «слишком счастливого звучания» Лана убрала её из треклиста, но признала любимой на альбоме. Соавтор и продюсер песни — Рик Ноуэлс, часто сотрудничавший с Ланой до Norman Fucking Rockwell!. В бридже Лана отсылает к фильму «Как зелена была моя долина» (1941) Джона Форда.
«Breaking Up Slowly», записанная с  Никки Лейн, навеяна фолком и кантри и вдохновлена отношениями Джорджа Джонса и Тэмми Уайнетт. В ней рассказывается о «печальной свободе незнания что делать и куда двигаться дальше», о тяжёлом и долгом расставании: «Я не хочу жить жизнью сожаления». В «Dance Till We Die» певица выражает любовь к музыке Джони Митчелл и своих подруг Стиви Никс и Джоан Баэз. Лирическая героиня пытается примирить желание побега от известности с тем, что музыка и есть способ убежать. «Dance Till We Die» начинается с «Я перепеваю песни Джони [Митчелл]», а последний трек Chemtrails — «For Free»  — это кавер на песню Митчелл с Ladies of the Canyon (1970), записанный с Зеллой Дэй и Уайз Блад; это «очередная история об уличном музыканте из Нью-Йорка, игравшем превосходно и бесплатно». Трио впервые исполнило песню 10 октября 2019 года на концерте Дель Рей в Голливуд-боул, Калифорния. Последний голос как в «For Free», так и на альбоме, принадлежит Блад и звучит точь-в-точь как Митчелл.

## Выпуск и коммерческий успех
21 мая 2020 года певица сообщила о намерении выпустить альбом 5 сентября. Хотя в западных странах принято выпускать музыку по пятницам (4 сентября, например), 5 сентября — это суббота. Тем не менее, альбом не был выпущен в назначенный день. 2 октября на презентации Violet Bent Backwards Over the Grass Дель Рей объявила, что релиз диска отложен до 10 декабря или 7 января из-за затруднений с производством винила. 4 ноября она сообщила об очередном переносе релиза альбома по той же причине, добавив, что «производство пластинок занимает как минимум 16 недель, а соответствующие заводы пока закрыты [из-за пандемии]». 18 декабря десять новых песен Дель Рей начали распознаваться приложением Shazam, а 22 декабря певица сообщила, что предзаказ Chemtrails откроется 11 января 2021 года. 10 января были обнародованы обложка и дата выхода пластинки — 19 марта. «Среди суматохи и потрясений всегда найдётся место для хорошей музыки», — гласилось в соответствующей публикации. 9 марта альбом просочился в сеть, за 10 дней до официального релиза.
Лана — яркий пример исполнителя, чью музыку поклонники активно слушают не только на стриминговых сервисах, но и на физических носителях. Её фанбаза любит слушать песни вне дома, но они также ценят материальный продукт, который можно коллекционировать.
По словам Тома Марча, сопрезидента лейбла Polydor, творчество Дель Рей активно привлекает как молодое, так и старшее поколение, и удерживает основную аудиторию возрастом от 14 лет до 21 года, поэтому количество предзаказов Chemtrails в Великобритании в два раза превысило показатели Norman Fucking Rockwell! За первые три дня в стране лонгплей разошёлся в количестве 34 109 копий, из которых 30 566 чистые. В конце недели Chemtrails возглавил UK Albums Chart с продажами 40 тысяч экземпляров. По заявлению The Official Charts Company, альбом перепродал весь топ-10 чарта в сумме. Это не только пятый #1 Дель Рей в Великобритании, но и её лучший дебют в стране с момента выпуска Ultraviolence  в 2014 году. Дебютные продажи винила в Великобритании составили 16 700 копий, благодаря чему Chemtrails признали самым быстро продаваемым альбомом на виниле среди исполнительниц и международных артистов в XXI веке. Данный результат позволил Лане возглавить национальные Vinyl Albums Chart и Record Store Chart. В день выхода альбом возглавил чарт iTunes более 30 стран, в числе которых Соединённые Штаты, Великобритания, Австралия, Новая Зеландия, Германия и Россия. Chemtrails дебютировал со второй строчки Billboard 200 с 75 тысячами проданных экземпляров, из которых 58 тысяч — чистые продажи, что сделало его самым продаваемым альбомом недели. Тем не менее, он уступил Justice Джастина Бибера. Chemtrails получил более 17 тысяч копий от общей суммы за стриминг (почти 22 миллиона прослушиваний альбома на всех сервисах).
1 сентября Дель Рей сообщила, что «Let Me Love You Like A Woman» выйдет раньше лид-сингла. Трек был издан как промосингл 16 октября. Музыкальное видео вышло в тот же день; оно было снято и смонтировано певицей. Песня не получила успеха в чартах и дошла лишь до 85 строчки в британском UK Singles Chart. 23 ноября Interscope отправили трек на Adult album alternative. 14 декабря в шоу «Сегодня вечером с Джимми Фэллоном» было показано заранее записанное выступление с «Let Me Love You Like A Woman» — первое у Дель Рей за последние восемь лет: после неудачи на «Saturday Night Live» в январе 2012 года она отказывалась выступать на телевидении. Через неделю Лана исполнила песню и кавер «Silent Night» на ежегодном благотворительном концерте Ally Coalition Talent Show, доход с которого направляется на постройку приютов для бездомной ЛГБТК+ молодёжи. Премьера «Chemtrails Over the Country Club» состоялась 11 января 2021 года на BBC Radio 1 в программе «Annie Mac». Песня получила восторженные отзывы критиков. 15 января Polydor отправили сингл на Contemporary hit radio Великобритании. Третьим и чевтёртым синглами стали «White Dress» и «Tulsa Jesus Freak» соответственно. Вторая была отправлена в «C List» BBC Radio 1 26 марта, первая с момента выпуска «Doin’ Time» в 2019 году.

## Отзывы критиков
| Совокупная оценка    | Совокупная оценка |
| Источник             | Оценка            |
| -------------------- | ----------------- |
| AnyDecentMusic?      | 7.7/10            |
| Metacritic           | 81/100            |
| Оценки критиков      |                   |
| Источник             | Оценка            |
| AllMusic             | [ 3 ]             |
| The A.V. Club        | C+                |
| Consequence of Sound | B+                |
| Entertainment Weekly | B                 |
| The Guardian         | [ 27 ]            |
| The Independent      | [ 59 ]            |
| The Irish Times      | [ 60 ]            |
| NME                  | [ 23 ]            |
| The Observer         | [ 61 ]            |
| Pitchfork            | 7.5/10            |
| Rolling Stone        | [ 62 ]            |
| Slant                | [ 22 ]            |
| The Telegraph        | [ 4 ]             |

Chemtrails Over the Country Club получил широкое признание музыкальных критиков. На сайте-агрегаторе Metacritic альбом имеет средний рейтинг 81 баллов из 100 на основе 27 рецензий критиков, что соответствует «всеобщему признанию». На AnyDecentMusic?, собирающем отзывы более 50 изданий, пластинка имеет рейтинг 7.7 из 10 на основе 28 рецензий.
После выхода альбома критики подвергли Chemtrails сравнению с предыдущей работой Дель Рей, Norman Fucking Rockwell!. Так, обозреватель Slant назвал пластинку «прекрасной, но незначительной главой» в карьере певицы и указал причиной её простоты следование личным темам вместо глобальных, как на NFR!. Мина Таваколи из Pitchfork признала пластинку «самой фолковой и авторской (англ. singer-songwriter-iest)» у Ланы, подчеркнув, что если прошлая работа — «некролог Америки», то новая — «искренняя ода родине». Фред Томас с сайта AllMusic окрестил диск «наиболее атмосферным сборником песен» Ланы, продолжающим переход певицы от образа поп-продукта лейбла к артисту с многогранным и сложным творчеством. Критик NME Риан Дейли присудил пластинке максимальные пять звёзд и подчеркнул, что Лана вновь подтвердила статус одного из величайших артистов своего времени и занимает место в музыке рядом с теми, о ком поёт: Джони Митчелл, Джоан Баэз, Стиви Никс и другие. «[Она] на пике своей игры, и не ждите, что она вылетит из неё в ближайшее время», — подытожил Дейли. Хелен Браун из издания The Independent сошлась с Дейли в оценке и назвала Дель Рей «великим повествователем». Под чувственностью текстов и вокала Chemtrails Нил Маккормик из The Telegraph расслышал «зловещие, растущие в напряжении страхи» певицы. Критик похвалил продакшн Антоноффа и заметил отсутствие на альбоме слабых треков.
Единственным среднюю оценку альбому поставил Алексис Петридис из британской газеты The Guardian. Он взял за основу рецензии «эгоистичное» высказывание Дель Рей о том, что её музыка «меняет мир». Оценив альбом на три звезды из пяти, Петридис заявил, что гениальность Ланы как артиста «во многом зависит от контекста. <…> [Chemtrails] точно не изменит мир, как бы не думала [певица]». Несмотря на «очередное обращение к ностальгии, трудностям славы и неудачным романам, писательские способности Ланы проявляются сильнее, чем когда-либо».

## Полемика
В мае 2020 года Дель Рей выразила недоумение тем фактом, что такие артисты, как Бейонсе, Doja Cat, Ники Минаж, Карди Би, Ариана Гранде и другие достигают коммерческого и критического успеха благодаря «песням про секс и измены», в то время как её обвиняли не только в этом, но и в романтизации насилия; сама же она «говорила о реальных проблемах в отношениях». Певицу обвинили в расизме, так как большинство упомянутых ею артистов чернокожие. «Это плохо, что люди пытаются превратить мой пост в расовую войну», — позднее говорила она. 10 января 2021 года Дель Рей опубликовала обложку альбома. Чёрно-белая фотография для неё была сделана во время съёмок клипа на заглавную песню, а логотип создала Элли Бенуска, работавшая над оформлением Violet Bent Backwards Over the Grass. На ней изображены собравшиеся за столом певица, её близкие и друзья, а именно (слева направо): сестра Чак Грант, Алек Рид Кэлверт, Дэнило Кроветти, Александра Кей, Валери Фогт, Логан Лорел, Дель Рей, подруга Энни, Дакота Райн, а также Джен Стит и Татьяна Даэтман (обе сидят).
Дабы избежать повторения майских событий, Дель Рей оставила следующий комментарий: «Так уж повелось, что когда дело касается моих прекрасных друзей и обложек — да, на ней есть цветные люди, больше мне нечего добавить. <…> У меня есть самые близкие друзья со всего мира, так что, прежде чем вы снова начнёте говорить о проблеме WOC/POC, заявляю: я не штурмую Капитолий — я буквально меняю мир, каждый день делясь с вами своей любовью, жизнью и мыслями. Уважайте это». Она также упомянула трёх подруг с обложки, которые являются цветными женщинами, назвав их «прекрасным сочетанием всего». Тем не менее, на певицу обрушился шквал критики по поводу того, что на обложке отсутствуют цветные женщины и представительницы плюс-сайз размера.
На следующий день состоялось интервью Дель Рей с BBC Radio 1. Исполнительница отметила, что действовала предусмотрительно: «Когда люди всё же начали делать из этого проблему, я ответила им: „У меня много проблем, но инклюзивность — не одна из них. Я не позволю вам сделать её моей проблемой“. <…> [Лана и её близкие] голосовали за Байдена. Мои лучшие друзья — рэперы, и среди моих бывших были рэперы. Мои подруги приехали [в США] со всего мира, у них есть дети от людей разных национальностей. И я говорю это для тех, кто хочет, чтобы на обложке было ещё больше цветных людей, но фотография отражает правду. <…> Если вы присмотритесь, вы увидите цветных людей». Различные издания, а также интернет-пользователи причислили упоминание рэперов как цветных людей к стереотипам. Те, кто защищали Дель Рей, назвали причиной конфликта «неправильную формулировку». Обозреватель газеты Los Angeles Times посчитал, что из-за цвета обложки «оттенки кожи женщин различить сложно. В [клипе «Chemtrails Over the Country Club»] отчётливо видно, что все эти женщины белые».

## Список композиций
| №                   | Название                                       | Автор(ы)                     | Продюсер(ы)         | Длительность |
| ------------------- | ---------------------------------------------- | ---------------------------- | ------------------- | ------------ |
| 1.                  | «White Dress»                                  | Лана Дель Рей, Джек Антонофф | Антонофф            | 5:33         |
| 2.                  | «Chemtrails Over the Country Club»             | Дель Рей, Антонофф           | Антонофф, Дель Рей  | 4:31         |
| 3.                  | «Tulsa Jesus Freak»                            | Дель Рей, Антонофф           | Антонофф            | 3:35         |
| 4.                  | «Let Me Love You Like A Woman»                 | Дель Рей, Антонофф           | Антонофф            | 3:21         |
| 5.                  | «Wild at Heart»                                | Дель Рей, Антонофф           | Антонофф            | 4:06         |
| 6.                  | «Dark But Just a Game»                         | Дель Рей, Антонофф           | Антонофф            | 3:55         |
| 7.                  | «Not All Who Wander Are Lost»                  | Дель Рей, Антонофф           | Антонофф            | 4:07         |
| 8.                  | «Yosemite»                                     | Дель Рей, Рик Ноуэлс         | Ноуэлс              | 5:04         |
| 9.                  | «Breaking Up Slowly» (при участии Никки Лейн)  | Дель Рей, Лейн               | Антонофф, Дель Рей  | 2:57         |
| 10.                 | «Dance Till We Die»                            | Дель Рей, Антонофф           | Антонофф            | 4:03         |
| 11.                 | «For Free» (при участии Зеллы Дэй и Уайз Блад) | Джони Митчелл                | Антонофф            | 4:11         |
| Общая длительность: | Общая длительность:                            | Общая длительность:          | Общая длительность: | 45:22        |